# Anat Loewenstein
Anat Loewenstein – izraelska okulistka, retinolog, chirurg witreoretinalny (szklistkowo-siatkówkowy), profesor i szef katedry okulistyki wydziału medycyny (Sackler Faculty of Medicine) Uniwersytetu Telawiwskiego.

## Życiorys
Studia medyczne ukończyła na Uniwersytecie Hebrajskim w Jerozolimie a następnie przez 4 lata służyła jako oficer medyczny w marynarce wojennej Sił Obronnych Izraela. Rezydenturę z okulistyki odbyła w Tel Aviv Sourasky Medical Center (TASMC). Staż szkoleniowy z chirurgii witreoretinalnej oraz schorzeń naczyń siatkówki odbyła w amerykańskim Johns Hopkins Wilmer Eye Institute w Baltimore. 
W 2000 roku awansowała na szefa kliniki okulistyki Tel Aviv Sourasky Medical Center. W tym samym czasie ukończyła studia na kierunku health administration w Reccanati School of Business Administration Uniwersytetu Telawiwskiego. W 2007 została prodziekanem wydziału medycyny (Sackler Faculty of Medicine) Uniwersytetu Telawiwskiego. Poza Izraelem wykłada także w Europejskiej Szkole Zaawansowanych Studiów Okulistycznych (ang. European School for Advanced Studies in Ophthalmology, ESASO) w szwajcarskim Lugano.
W pracy badawczej i klinicznej specjalizuje się we wczesnym wykrywaniu i leczeniu zwyrodnienia plamki żółtej, niedrożności żył siatkówki, badaniu toksyczności leków w obrębie siatkówki, retinopatii cukrzycowej, odwarstwieniu siatkówki oraz otworze plamki.

## Publikacje
Swoje prace publikowała w wiodących czasopismach okulistycznych, m.in. w „JAMA Ophthalmology”, „Eye”, „Translational Vision Science and Technology”, „Retina” oraz „British Journal of Ophthalmology”.
W 2010 założyła czasopismo okulistyczne „Case Reports in Ophthalmology”, którego została redaktorem naczelnym. Ponadto jest członkiem rady redakcyjnej czasopisma „Graefe's Archive for Clinical and Experimental Ophthalmology” oraz „Investigative Ophthalmology & Visual Science”.

## Członkostwa
Należy do szeregu towarzystw okulistycznych: Amerykańskiej Akademii Okulistyki, Izraelskiego Towarzystwa Okulistycznego, Macula Society, Retina Society, American Society of Retina Specialists (ASRS), Association for Research in Vision and Ophthalmology (ARVO), szwajcarskiego Klubu Jules’a Gonina skupiającego specjalistów zajmujących się schorzeniami siatkówki oraz European Society of Retina Specialists (EURETINA), w ramach którego pełni funkcję sekretarza generalnego.
W 2024 weszła w skład międzynarodowej rady ekspertów organizacji International AI in Ophthalmology Society zajmującej się kwestiami zastosowań AI w okulistyce (organizację założył Andrzej Grzybowski).